# ゴクウ
『ゴクウ』（MIDNIGHT EYE ゴクウ）は、寺沢武一の漫画作品。バーガーSCから全4巻（デラックス版は全3巻）が出版された。

## 概要
1987年からスコラの漫画雑誌『コミックバーガー』にて連載された。2014年の東京を舞台に、ふとしたことがきっかけで左目に「神の目」と言われる全てのコンピューターにアクセス可能な端末を埋め込まれた探偵・風林寺悟空の活躍を描いた、SFハードボイルドアクションである。青年誌の連載ということもあり、寺沢がこれまで集英社の『週刊少年ジャンプ』で執筆していた作品よりもエロティックかつバイオレンス描写が多い。また、敵キャラクターのデザインなどには、同時期に『フレッシュジャンプ』（集英社）で連載していた『鴉天狗カブト』と同様、あるいは類似のものが登場している。
1987年当時から見た「すべてのものがコンピューターにリンクされた近未来」を描いた作品であり、今でいうIoT化が進んだ社会を先取りした世界観となっている。一方で、連載当時はまだソ連が国家として存在していたため、劇中にも国名などの情勢は現在からみると過去の設定が描かれている。

## ストーリー
時は2014年、所は大震災後の東京シティ。
元刑事の私立探偵・風林寺悟空は、警察時代の同僚が次々に自殺する事件を追跡中、上層部からストップを掛けられる。忠告を蹴って調査を続けるが、敵に捕まり同僚の刑事たちと同じように自殺に見せかけて殺されそうになる。自殺の原因は、敵の刺客による強制催眠術だった。悟空は咄嗟の判断で自ら左眼を刺しその罠から逃れる。
その経緯を観察していた謎の存在は、可視光線はもとより赤外線・紫外線・エックス線まで感知可能なセンサーを持ち、ファイアーウォールさえ突破して全世界のネットワークにアクセス可能な超高性能コンピューターの小型端末機が組み込まれた義眼、そしてその義眼で制御する伸縮自在の金属棒“如意棒”を悟空に与えた。コンピュータに支配された現代世界では、その気になれば世界を破滅に導くことも可能な“神の目”を手に入れた悟空は、その力を使い様々な事件の調査解決に乗り出す。

## 登場人物

### 主要人物
※OVAに登場したキャラクターは、声優も併せて記載している。
風林寺悟空
声：松田重治
本作の主人公。33歳独身。通称ゴクウ。メガロポリス東京都警きっての腕きき刑事だった。現在は世田谷のビルに探偵事務所を開いている。刑事時代には新宿を根城にしていたマフィアの1つ、ドン・レオファミリーを一人で壊滅させた過去もある。武器商人・白竜幻二の刺客・孔雀の強制催眠によって自殺させられかけたが、催眠効果の発生源を孔雀の羽根と見抜き、「あの羽根を見てはいけない」と自らの左目をナイフで刺して潰し、視力を失うことで催眠から逃れた。この時、その行為を“面白い男だ”と評した謎の存在（声：家弓家正）率いるグループによって救われ、失った左目に全世界のあらゆるコンピュータをハッキング可能で、かつ各種の高性能センサーも組み込まれた神の目（眼球型の小型端末）と、無限に伸縮自在で制御可能なエネルギー衝撃波を射出できる携帯武器如意棒を与えられる。　如意棒はその無限伸縮機能を利用してしばしば移動手段として使われる。
クールでウィットに飛んだジョークが得意。ゆえに女性にはもてるが、スリルの中に生きがいを見出すタイプで、一夜のアバンチュールで終わることが多い。宝蔵院裏流の使い手。裏流の中の棒術なのか、裏流が棒術のみなのかは不明だが、敵方の裏流使いも棒術使いであるため、裏流は棒術であると思われる(表が槍術、裏が穂先が折れた槍での棒術とすると整合性は付く)。作中に登場する技は、宝蔵院裏秘流五行風林のみ。常人には計り知れないタフネスさと運動神経を誇る。
作中でゴクウが使用しているような義眼型端末はまだ実現していないが、コンタクトレンズ型端末は、2014年6月にGoogleが開発中であることを明らかにしている。

### 各編の人物

#### 洋子編
矢吹洋子
声：小山茉美
エピソード「洋子」のヒロイン。メガロポリス東京都警特捜班に所属する警察官。武器商人の白竜幻二を捜査していたが、孔雀の強制催眠に操られた挙句、張の放った「毒蚊」に刺され死亡した。
白竜幻二
声：若本規夫
表向きはクラブとカジノを経営する実業家。裏では各国に兵器を売り歩く死の商人であり、人間の吐く二酸化炭素に反応する「毒蚊」、渡り鳥によって媒介する「マイズス菌」などを扱う。
孔雀 / ピーコック
声：寺瀬めぐみ
白竜の部下。孔雀に似た羽を身に纏っており、その先に付いた目に視線を合わせた者を強制催眠状態にし、意のままに操る能力がある。洋子の同僚である特捜班のメンバーを自殺に見せかけ殺害したほか、悟空も同様の手口で殺害しようとした。洋子を救出しに来た悟空と再び対決するが、“神の目”までは欺けずあっさり倒される。
張
声：郷里大輔
白竜の部下。悟空によって倒されるが、死に際に「毒蚊」を放ち矢吹洋子を殺害。
Dr.山崎
声：永井一郎
白竜の部下。兵器開発を担当。悟空によって倒される。
局長
声：寺島幹夫
メガロポリス東京都警局長。OVA版画面の中の名前は「山川晃男」である。
田宮
声：屋良有作
東京都警特捜班のメンバー。悟空の元相棒。白竜の捜査中に孔雀の手にかかり、自身の銃で自殺をする。
松下
声：戸谷公次
東京都警特捜班のメンバー。孔雀に操られた作間によって、ビルから突き落とされ死亡する。
作間
声：池水通洋
東京都警特捜班のメンバー。望遠レンズで白竜ビル内を監視していた際に孔雀の手にかかり、松下殺害後に飛び降り自殺をする。
兵藤、コナーズ、丹波
東京都警特捜班のメンバーたち。白竜の捜査中に全員死亡している。
検視官
声：山寺宏一

内村
声：戸谷公次
闇組織の会計士。
ジェーン
声：川浪葉子
闇組織のボスの女。

#### 良子編
門間良子
声：藤田淑子
エピソード「良子」のヒロインで国防局の特殊工作部隊員。野沢良子と名乗り、悟空に兄・リュウの捜索を依頼した。特殊工作部部長・門間善蔵の養女。善蔵と対峙したリュウをかばい死亡。
リュウ
声：郷里大輔
良子の兄。善蔵の養子であるが、善蔵の実験に使われ怪物と化した。パワーバリアの能力を持ち、通常の銃弾は通用しない。獣人化現象のため、中和剤を投与しないと人格を維持できなくなっている。善蔵によって出生の秘密を知らされるも、直後に良子と共に殺害された。
門間善蔵
声：小林清志
国防局・特殊工作部部長であり、VIP 護衛用の特殊サイボーグ開発に関わる。リュウを人体実験の被験者にした上で自らにパワーバリアを備えた。リュウと対峙した際、リュウが良子の母胎を使用し善蔵の細胞から作られたクローンであることを告げる。悟空によってリュウ用に開発した最新兵器「次元移動ミサイル」を体内に転送され、爆死した。
磯崎
声：二又一成
国防局・特殊工作部主任。リュウに殺害される。
ナオミ
声：冬馬由美
歌手。
工作員
声：田中和実
監視員
声：平野正人
暴走族ヘッド
声：戸谷公次
族
声：河合義雄
女の子
声：半谷きみえ

#### レイラ編
篠塚レイラ
エピソード「レイラ」のヒロインで、ロックシンガー。山神リサに命を狙われており、悟空にボディーガードを依頼する。
山神リサ
地下ロックの女王であり、暴走族・横浜銀鬼のヘッド。自身の曲を盗作したとして、レイラの命を狙う。しかしその正体は「紫液丹」の服用によって生み出されたレイラのもう一つの人格。
陳宮
新宿中華街の漢方薬店店主。「レイラ」に疲労回復薬と称して「紫液丹」を与えるが、その正体は「分裂性幻覚誘発剤」である。「リサ」を客寄せとした地下ロックのコンサートを主催し、そこで麻薬を売りさばいている。コンサートの最中に正気に戻った「レイラ」を追い、殺害しようとする。

#### ゆう子編
玄奘ゆう子
エピソード「ゆう子」のヒロインで、東京工科大学で超物理学を専攻する研究者。「天童女」について調査しており、その撮影に成功したことにより命を狙われる。
九鬼洋助
人工衛星メーカー・九鬼電子工業社長。奥多摩湖上に自社の工場と人工衛星の打ち上げが可能な大規模施設を所有している。その実体は古来より代々続く忍者・九鬼一族の現首領にして異能者（超能力者）。「ガウス衛星」に似せた戦略ステルス衛星の打ち上げによって世界制圧を目論む。なお、彼の配下である忍者のデザインは『鴉天狗カブト』に登場する黒夜叉の戦闘員と同様である。
天童女
術法者が念によって作り出した「念魂」と呼ばれる神出鬼没のエネルギー体。九鬼の夭逝した母親の姿をしている。どんなセンサーにも反応しないが、現れる時にはジャコウの香りが漂う。
九鬼礼子
九鬼洋助の母。一族の中でも最高の術法者だったが、その代償として代々の術法者の精神が1つの体に同居することになり、14歳で九鬼洋助を産み落とした後、精神崩壊を起こしてそのまま死亡。しかしその精神体は精神転送装置で人工頭脳に転送されている。
右陣鬼、左陣鬼
玄奘ゆう子を狙って九鬼一族が刺客として放った忍者。2人一組で行動する。体がサイボーグ化されていて、首だけになっても相手に噛み付いてくるしぶとさを見せる。自らが死んでも雷爆びしで相手を道連れにしようとする。
岩鬼
玄奘ゆう子を狙って九鬼一族が刺客として放った忍者。レアセラミック製の体をもつ大型のサイボーグ忍者。多節棍としても使用可能な金棒「七節金棒」という武器を使う。如意棒を避雷針に見立てた落雷を受けて死亡。もう一人の宝蔵院裏流の使い手。
袁儒
新宿一と噂される占い師。しかしそれはインチキであり、暴力団やシンジケートにオーダーメイドの武器を売りつけている武器商人。九鬼洋助からの依頼を受け、岩鬼の使う「七節金棒」を作った。
法眼坊
九鬼洋助の執事。ガウス衛星のレーザーに撃たれて一度絶命するも、サイボーグとなって復活し悟空を襲撃する。
ボンバー八神
女子プロレスの世界チャンピオン。正体はJCIAのエージェントで、九鬼電子工業に潜入し動向を探っていた。窮地に陥った悟空を救う。共通の敵・九鬼一族を倒す為、悟空に共同戦線を張ることを持ちかける。
水島
JCIA少佐で、八神の上司。九鬼の調査で殺された部下のうらみを晴らすために、精鋭部隊を率いて九鬼を狙う。
九鬼主水
九鬼洋助の祖先であり、異能者の始祖。その精神を子孫に転移することで超能力を伝えてきた。しかし代を重ねるうちに複数の精神をひとつの脳に宿したことで、子孫は精神崩壊を起こし、代々最高の術者である礼子は14歳にして早世する。その息子の洋助によって、精神を人工頭脳に移植するという形で解決された。

#### ボニー編
ボニー
エピソード「ボニー」のヒロインで、「怪鳥ガルーダ」と呼ばれるバイクレーサー。悟空の元恋人だが、3年前に別れた。父ジョージによって極秘文書のマイクロフィルムを託されたが、そのために政府の放った殺し屋に狙われ、パリ・ダカールラリーのレース中に殺害された。
ジョージ・キムボール
ボニーの父親であり、遺伝工学・機械生物学の研究者。細菌兵器（エイズウイルス）の開発に携わっていた。良心の呵責から研究内容を公表しようと政府の極秘文書を持ち出したが、半年前に飛行機事故によって死亡した。

#### 天空魔楼編
李麗珍
「天空魔楼編」のヒロイン。闇の組織「黒竜（ブラックドラゴン）」に身柄を売られた台湾人のコールガール。一緒に「黒竜」に売られ東京でコールガールをしているという妹・李麗青の捜索を悟空に依頼。悟空と一夜を過ごした後「黒竜」の放った鉄鬼人に襲撃され、全身に純度99％のヘロインを刺青として彫られる「三龍の刑」を受けて絶命する。
李麗青
李麗珍の妹。エスプリ・リーを名乗り、東京にある「黒竜」の息のかかった売春宿で案内係をしていた。悟空より姉の死を聞かされ最初は固辞したが、悟空を頼って組織から足を洗うことを決意する。
四賢人
闇の組織「黒竜」のボス。超伝導で東京湾に浮ぶ人工都市「天空魔楼（リトルホンコン）」を支配する中国人4名の総称。麻薬を使い人格を破壊した若い女性を人間核爆弾として世界各国に送り、爆破テロを起こして核戦争を引き起こし漢民族のみの国を作ろうと計画していた。忠実なる部下として、鉄鬼人を操っている。
鉄鬼人
闇の組織「黒竜」の刺客。鎧武者のような姿で、チェーンソーと西洋の剣を合わせたような武器で攻撃する。その切れ味は受け止めようとした如意棒を真っ二つにしたほど。宇宙空間でも宇宙服も付けずに活動できる。
チョウ
声：青野武
エピソード「天空魔楼編」冒頭で登場する中国人。元歌手や歌手志望の若い女性を甘い言葉で騙しては、人身売買で売り飛ばしていた。
車椅子に座っていて一見足が不自由なように見えるが、機械化しておりふくらはぎにある車輪を足の下にセットすることで高速移動が可能。自分を逮捕しにやって来た悟空から、シンガポールに売り飛ばそうとしていた若い女を人質にとって逃走を図るも如意棒で頭を貫かれて死亡。OVA第2巻冒頭でも登場しているが、ここでの名前は「ウォン」であった。

#### 妖女カサンドラ編
キャシー・レイン
エピソード「妖女カサンドラ編」のヒロイン。レッド・アマゾネスの現隊長でコードネームは「クイーン」。ゴクウ曰く「素手で99通りの殺し方を身につけている女戦士」。研究所を脱走したカサンドラを追っていたが、罠に落ち重傷を負う。その入院中にカサンドラに襲撃され殺害された。
カサンドラ
アメリカ軍海兵隊所属の突撃部隊「レッド・アマゾネス」元隊長。隊員殺しが発覚し、軍事裁判で死刑となったが、研究中の幽霊遺伝子（ゴーストDNA）の実験体となり、変身能力を獲得して脱走した。沈没した輸送船に積まれていた金塊を狙い、関係者を次々と襲撃する。
幸森（こうもり）
悟空の友人であり、私立探偵。金塊の行方を調査中、悟空に助けを求めるも、追跡してきたカサンドラに殺害された。探偵としては有能ではなかったらしいが、ヒントのメモを胃袋の中に残す。
権藤敬司
新宿に根城を張る権藤組組長。金塊を横取りして隠したが、カサンドラに組事務所を襲撃され、殺害された。悟空の刑事時代から不思議とウマが合った仲。
山岡エリカ
クラブ歌手であり、権藤の愛人。金塊の隠し場所を知っていたが、カサンドラによって殺害された。
蛭川
悟空の元同僚であり、警視。
工藤
蛭川の部下。直情型で単細胞、典型的なお役所タイプの刑事。悟空から入院したキャシーの警護を要請されたが、これを無視して悟空を尾行した。その隙を突かれてカサンドラにキャシーの殺害を許してしまう。

## ビデオアニメ
OVAとして、1989年に『ゴクウ』（以下『I』と表記）、『ゴクウII』（以下『II』と表記）が全2巻のVHS、LDで東映ビデオからリリースされている。『I』は原作の第1話からのエピソード「洋子」を、『II』はエピソード「良子」をそれぞれ映像化している。2008年4月21日には「MIDNIGHT EYE ゴクウ コンプリートDVD」としてDVDも発売され、パッケージには東映VANIMEのレーベル表記が付記された。
2023年10月には北米版ブルーレイも発売された。日本版ブルーレイは2024年7月10日に東映ビデオから発売された。
スタッフ
- 原作、脚本：寺沢武一
- 監督：川尻善昭
- 脚本：中西隆三（『I』）
- キャラクターデザイン、作画監督：浜崎博嗣
- メカニックデザイン、メカ作画監督：岡村豊（『I』）、佐野浩敏（『II』）
- 原画：森本晃司、岡村豊、小池健、竹井正樹、黄瀬和哉 ほか
- 美術監督：山川晃（『I』）、小関睦夫（『II』）
- 背景：男鹿和雄、山本二三 ほか
- 音楽：タケカワユキヒデ・KAZZ TOYAMA
- 音響監督：三間雅文
- アニメーション製作：マッドハウス
- 製作：スコラ・寺沢プロダクション・東映ビデオ

エンディングテーマ　
- 「Fighting In The Danger」

歌：葛城ユキ／作詞：岡本おさみ／作曲：鈴木キサブロー／編曲：椎名和夫
エンディングの映像は夜の道路を疾走するようなものとなっており、コンピューターの端末で文字表示を行ったようにスタッフが表示されていく。『II』はフルコーラスとなっている。

## 実写映画
2006年5月23日の第59回カンヌ国際映画祭での、日本のプロデューサー・監督が企画を海外に売り込む経済産業省主催の「J-Pitch」の席で実写化が発表された（2006年5月23日 スポーツ報知）。
寺沢は「世界観が壊れる」という理由で映像化をずっと断っていたものの寺沢と親交のある林海象が15年間アプローチしてOKをもらい林が監督を務めるとのことであるが、製作開始時期は未定であり寺沢没後の2023年10月現在も状況が不明のままとなっている。

## パチンコ
CRゴクウ
2007年、エース電研より発売。ゴクウが白竜にさらわれた洋子の救出に向かうストーリーとなっている。音楽は、サウンドプロデューサーとして元HOUND DOGのキーボードを担当していた蓑輪単志。中野さゆり（現：中野サユリ）の歌う主題歌「永遠のselena」と挿入歌「CONFIDENCE」の2曲も担当している。